# Old Fort Harrod State Park

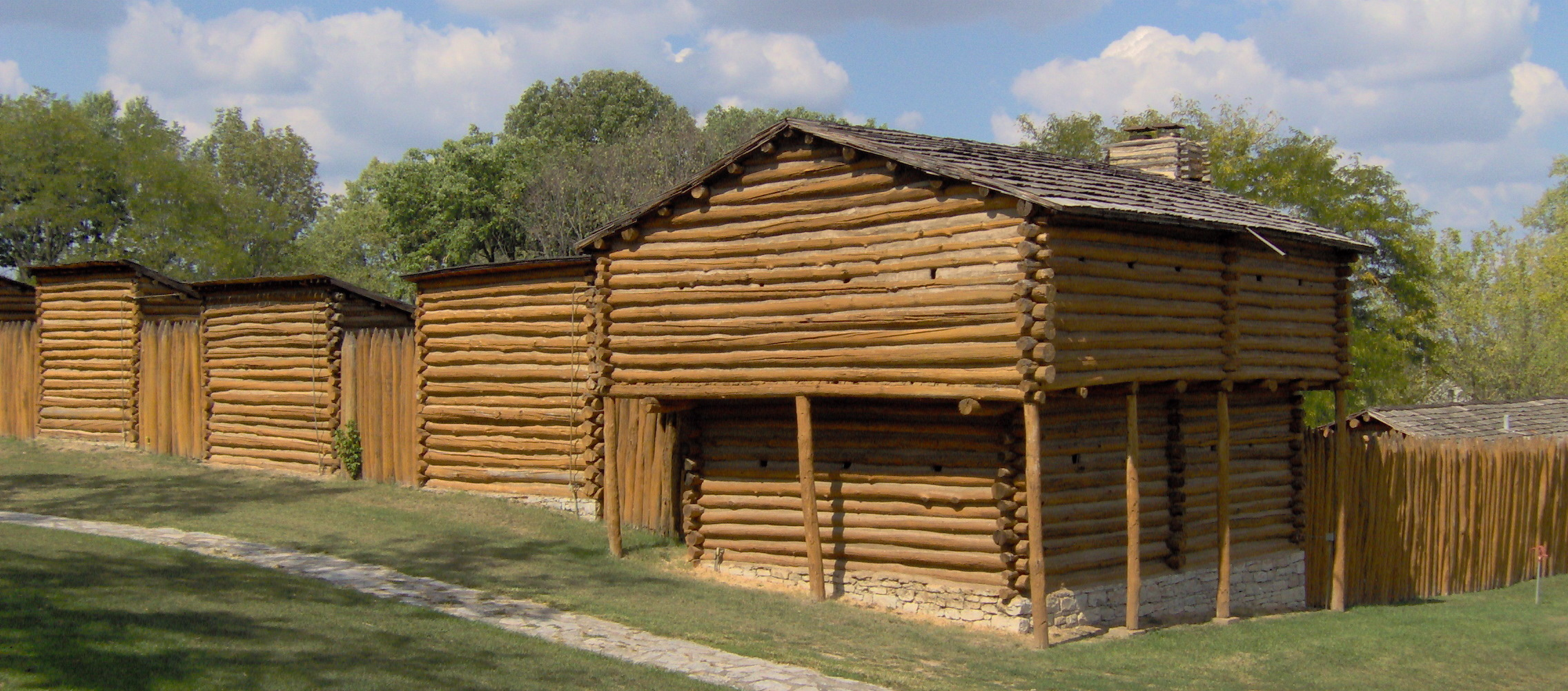
Old Fort Harrod

Der Old Fort Harrod State Park ist ein 13 Hektar großer State Park im US-Bundesstaat Kentucky. Es liegt bei der Stadt Harrodsburg im Mercer County. Der Eintritt in das Fort ist gebührenpflichtig. 

## Geschichte
Im Jahr 1774 gründete James Harrod die erste dauerhafte Ansiedlung westlich der Alleghenies im zentralen Kentucky. Aus dieser Fort Harrod genannten Ansiedlung entstand das heutige Harrodsburg, das damit die älteste Stadt Kentuckys ist. Um Kentuckys Pioniergeschichte zu bewahren, wurde der Park 1927 als Pionieer Memorial State Park gegründet. Das Fort des 18. Jahrhunderts wurde etwas südlich des Originalstandorts rekonstruiert. Die Friends of Fort Harrod, ein Förderverein, unterstützen den Betrieb des State Parks.

## Anlage
Das alte Fort war eine hölzerne Befestigung und wurde komplett rekonstruiert. Heute umschließen wieder schwere Holzpalisaden die Hütten und Blockhäuser. Innerhalb des Forts befinden sich Gemüsegärten und Ställe, eine natürliche Quelle sichert die Wasserversorgung im Falle einer Belagerung. Darsteller in historischen Kostümen führen Arbeiten wie Holzfällen, weben, schmieden und Ackerbau vor. 
In der Nähe befindet sich ein eingefriedeter Friedhof, auf dem über 500 Bewohner des früheren Fort Harrod begraben sind und der damit der älteste Friedhof westlich der Appalachen ist. Beim Friedhof befindet sich ein Denkmal, das Präsident Franklin D. Roosevelt 1934 dem Pionier und Offizier George Rogers Clark gewidmet hat. 
Den Eingang zum Park flankieren zwei Gebäude, das eine ist der Lincoln Marriage Temple. Dieses Gebäude bewahrt die originale Holzhütte, in der Abraham Lincolns Eltern 1806 geheiratet haben. Die Hütte wurde von ihrem Originalstandort bei Springfield hierher versetzt. Das gegenüber liegende Mansion Museum bewahrt Erinnerungsstücke an den Sezessionskrieg, eine Kanone, Gegenstände der Native Americans und eine Sammlung von Memorablien von Abraham Lincoln. Ferner befindet sich ein Milchorangenbaum auf dem Gelände, der wohl aus dem späten 18. Jahrhundert stammt und damit einer der ältesten und größten Bäume dieser Art in Kentucky ist.